# 圣母安息教堂 (哈尔滨)
哈尔滨圣母安息教堂也称乌斯平卡亚教堂 (俄语：церковь в честь Успения Божией Матери на Новом кладбище), 是中东铁路管理局于1908年9月修建的一所东正教徒祭祀追思亡者的教堂並在周圍設置東正教墓園，坐落在中国黑龙江省哈尔滨市南岗区东大直街，砖木结构。1949年中華人民共和國建立之后，教堂中原有的外侨墓地迁至皇山公墓，教堂內宗教儀式被終止，教堂被充公。教堂周围的苏军烈士墓也于2007年与俄罗斯协商后迁往皇山公墓。後改建為公园，在20世纪80年代改名为“文化公园”，后又一度更名为“哈尔滨游乐园”，之后又改回“哈尔滨文化公园”。目前教堂基礎建築保留，但洋蔥型尖塔已倒塌消失。